# Bruce Rock
Bruce Rock – miasto w Australii, w stanie Australia Zachodnia.